# Братештиј де Жос (Дамбовица)
Братештиј де Жос (рум. Brăteștii de Jos) насеље је у Румунији у округу Дамбовица у општини Вакарешти. Oпштина се налази на надморској висини од 219 m.

## Становништво
Према подацима из 2002. године у насељу је живело 613 становника, од којих су сви румунске националности.